# 伊藤涼太郎
伊藤涼太郎（日语：／ Itō Ryōtarō，1998年2月6日—），日本足球運動員，司職中場，現效力比甲球隊聖圖爾登，日本國家足球隊成員。

## 榮譽
浦和紅鑽
- 日本聯賽盃冠軍 : 2016
- 亞冠盃冠軍 : 2017

新潟天鵝
- 日乙冠軍 : 2022

## 外部連結
- Profile at Albirex Niigata （页面存档备份，存于）
- 日本職業足球聯賽中的伊藤涼太郎 （日語）